# 1906 في إيطاليا
فيما يلي قوائم الأحداث التي وقعت خلال عام 1906 في إيطاليا.

## رياضة
- 1 يناير – دوري الفئة الأولى الإيطالي 1906

## مواليد

### فبراير
- 10 فبراير – كارلو ريجوتي
- 11 فبراير – إميليو جياسيتي لاعب كرة سلة إيطالي.

### مارس
- 23 مارس – غوليلمو سيجاتو درّاج طريق إيطالي.

### أبريل
- 29 أبريل – إنريكو ماتي

### مايو
- 8 مايو – روبرتو روسيليني
- 22 مايو – لويجي بيرفيرزي لاعب كرة قدم إيطالي.

### يونيو
- 2 يونيو – كارلو سكاربا مهندس معماري إيطالي.
- 5 يونيو – إرالدو مونزيليو لاعب ومدرب كرة قدم إيطالي.
- 11 يونيو – اوريستي بيناتي لاعب كرة قدم إيطالي.

### يوليو
- 24 يوليو – فرانكو كوموتي

### أغسطس
- 5 أغسطس – إتوري ماجورانا فيزيائي إيطالي.

### سبتمبر
- 9 سبتمبر – بيترو فرانسيسي مخرج أفلام إيطالي.

### أكتوبر
- 12 أكتوبر – بييرو تاروفي
- 16 أكتوبر – دينو بوزاتي كاتب إيطالي.
- 26 أكتوبر – بريمو كارنيرا
- 30 أكتوبر – جوزيبي فارينا سائق سيارة سباق إيطالي.

### نوفمبر
- 2 نوفمبر – لوتشينو فيسكونتي
- 4 نوفمبر – أنطونيو بيانكي لاعب كرة قدم إيطالي.

### ديسمبر
- 12 ديسمبر – بييترو سيرانتوني لاعب ومدرب كرة قدم إيطالي.

## وفيات

### يناير
- 1 يناير – آلايدا جيلبيرتا بيكاري (مواليد 1842)

### مارس
- 18 مارس – ماريا بياتريث (مواليد 1824)